# Upalite
La upalite è un minerale appartenente al gruppo della fosfuranilite.